# Chamaedorea fragrans
Chamaedorea fragrans es una especie de palmera que se distribuye por Perú.

## Descripción
Son palmas cespitosas, erectas, a veces decumbentes, que forma grupos de 2 x 6.3 m. Con tallos de 0.5-1.5 cm de diámetro, verde, anillados, con entrenudos de 5-15 cm de largo. Las hojas: 4-7,  bífidas, con la vaina de 10-15 cm de largo, tubular, con manchas verdes, secadas color marrón, persistentes, longitudinalmente estriadas con nervios, el pecíolo 2-5 cm de largo; raquis de 20 cm de largo, hoja de 40-50 x 15-20 cm, reducida a 10 - 6 cm de ancho en el ápice. Las inflorescencias son infrafoliares, a menudo sugen a través de las vainas viejas. El fruto de 12 mm de largo, globoso-elipsoide, negro, brillante, con semillas de color negro.

## Taxonomía
Chamaedorea fragrans fue descrita por (Ruiz & Pav.) Mart. y publicado en Historia Naturalis Palmarum 2: 4, t. 3, f. 1,2, en el año 1849.
Etimología
Chamaedorea: nombre genérico que deriva de las palabras griegas: χαμαί (chamai), que significa "sobre el terreno", y δωρεά (dorea) , que significa "regalo", en referencia a las frutas fácilmente alcanzadas en la naturaleza por el bajo crecimiento de las plantas.
fragrans,  epíteto latino que significa "fragancia", en referencia a las flores masculinas de olor dulce.
Sinonimia
- Chamaedorea gratissima Linden
- Chamaedorea gratissima hort.
- Chamaedorea pavoniana H.Wendl.
- Chamaedorea ruizii H.Wendl.
- Chamaedorea verschaffeltii Kerch.
- Nunnezharia fragrans Ruiz & Pav.
- Nunnezharia verschaffeltii (Kerch.) Kuntze
- Nunnezia fragrans (Ruiz & Pav.) Willd.[5]

## Nombre común
Sangapilla, siasia, chutasllium - Perú.